# Rugsund
Rugsund – wieś w zachodniej Norwegii, w okręgu Sogn og Fjordane, w gminie Bremanger. Wieś leży u ujścia rzeki Vagselva, na południowym brzegu fiordu Nordfjord, wzdłuż norweskiej drogi nr 616. Rugsund znajduje się 11 km na zachód od miejscowości Davik i około 24 km na północ od centrum administracyjnego gminy - Svelgen oraz na południowej stronie wioski znajduje się most, który łączy kontynent z wyspą Rugsundøya. Ta wyspa z kolei jest połączona z wyspą Bremangerlandet przez tunel Skatestraum, dlatego wszyscy mieszkańcy zachodniego Bremanger muszą przejeżdżać przez Rugsund, aby dostać się na kontynent.
We wsi znajduje się kościół, który został wybudowany w 1838 roku.
We wsi w 2001 roku mieszkało 181 osób.

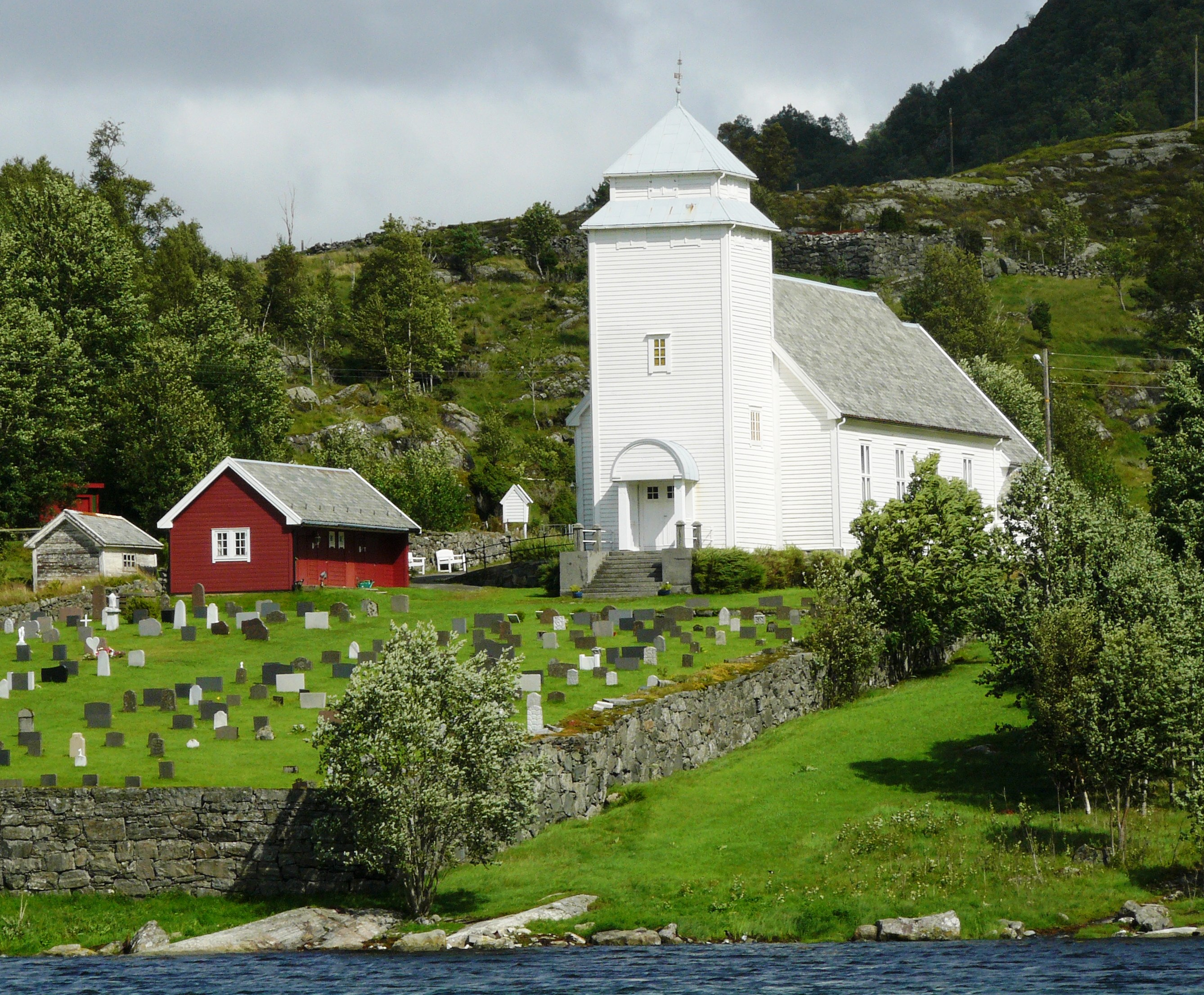
Rugsund - kościół